# Rolf-Ernst Breuer
Pour les articles homonymes, voir Breuer.
Rolf-Ernst Breuer, né le 3 novembre 1937 à Bonn et mort le 22 mai 2024 à Francfort-sur-le-Main, est un PDG allemand. Il passe presque toute sa carrière à la Deutsche Bank dont il est le PDG de 1997 à 2002 et le président du conseil de surveillance de 2002 à 2006.

## Biographie
Rolf-Ernst Breuer naît le 3 novembre 1937 à Bonn. Il est d’abord apprenti avant d’entreprendre des études de droit.
Il passe presque toute sa carrière à la Deutsche Bank. Lorsqu'il est porte-parole du directoire de l'établissement financier de mai 1997 à mai 2002, il fait avancer l'internationalisation du groupe et développe les activités sur le marché des capitaux. Ensuite, il dirige pendant quatre ans le conseil de surveillance du plus grand établissement financier allemand.
Sous sa direction, la Deutsche Bank connaît une expansion internationale.
Rolf-Ernst Breuer meurt à l’âge de 86 ans, le 22 mai 2024 à Francfort-sur-le-Main, après une longue maladie, entouré de sa famille.